# المنازلة (جبلة)

تعديل مصدري - تعديل

المنازلة هي إحدى قرى عزلة الربادي بمديرية جبلة التابعة لمحافظة إب، بلغ تعداد سكانها 1011 نسمة حسب تعداد اليمن لعام 2004.